# Nitamba

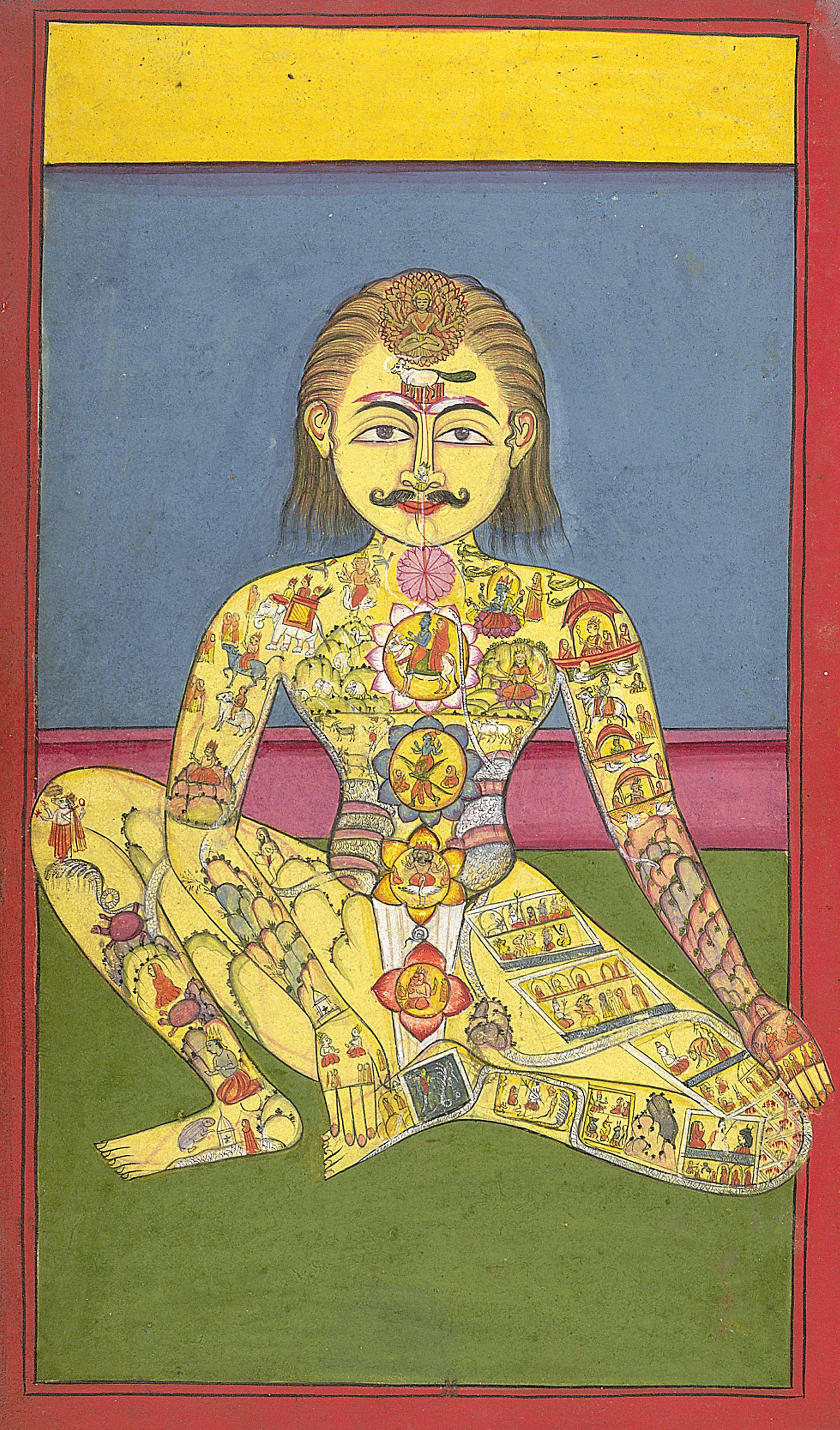
oude Tibetaanse kaart met de 7 Chakra's en de belangrijkste marmapunten

Nitamba (Nitamba-punt) is een marmapunt gelegen op de rug. Marmapunten worden in Oosterse filosofieën gebruikt bij massage, yoga, reflexologie en reiki. Men gelooft dat een marmapunt op een nadi ligt en zo een uitwerking kan hebben op een bepaald lichaamsdeel, proces of emotie
| Nitamba | |
| ------- | --- |
| Positie | Nitamba is gelegen op de middenrug ter hoogte van de ellebogen, drie vingerbreedten vanaf de wervelkolom |
| Functie | dit punt staat in verbinding met de nieren en nierfunctie                                                |

## Overige marmapunten
Naar schatting zijn er 62.000 marmapunten in het lichaam. De belangrijkste 52 zijn: